# ヴィニー・チューク
ヴィニー・チューク（英語: Vinnie Chulk, 本名：チャールズ・ヴィンセント・チューク（Charles Vincent Chulk）、1978年12月19日 - ）は、アメリカ合衆国・フロリダ州マイアミ出身の元プロ野球選手（投手）。登録名のヴィニーは愛称である。

## 経歴

### プロ入りとブルージェイズ時代
2000年のMLBドラフト12巡目でトロント・ブルージェイズから指名され、契約。
2003年9月8日にメジャーデビュー。
2004年から中継ぎとしてメジャーに定着した。
2005年には初めてメジャーでフルシーズンを過ごし、62試合に登板。引き継いだランナー37人のうちわずか4人しか生還を許さず、抜群の勝負強さを誇った。

### ジャイアンツ時代
2006年7月21日にシェイ・ヒレンブランドと共にサンフランシスコ・ジャイアンツに移籍。三振を取りにいくピッチングにしようとしたためにコントロールが乱れ、前半戦に5つしか出さなかった四球を後半戦だけで前半戦の三倍の15も出してしまう。
2007年7月9日に忌引リストから復帰した。8月26日に15日間の故障者リスト入りとなった。

### インディアンス時代
2009年4月11日に傘下AAA級コロンバス・クリッパーズからメジャーに昇格した。5月7日にDFAとなった。5月14日に傘下AAA級コロンバスへ降格した。6月10日に7日間の故障者リスト入りとなった。10月6日にFAとなった。

### パイレーツ傘下時代
2009年12月7日にピッツバーグ・パイレーツとマイナー契約を結び、2010年のスプリングトレーニングに招待選手として参加することになった。4月7日に傘下AAA級インディアナポリス・インディアンズへ配属された。4月20日に7日間の故障者リスト入りとなった。4月27日に復帰した。4月20日にテムポラリリィー・インアクティブ・リスト入りとなった。7月22日に FAとなった。

### 広島東洋カープ時代
2010年7月27日にNPBの広島東洋カープに入団。8月1日の対読売ジャイアンツ戦（マツダスタジアム）でNPB初登板するも、調整不足もあり3分の2回を投げて被安打5、4失点と苦いデビューとなった。その後も目立った働きは出来ず、シーズン終了後に退団。

### アスレチックス傘下時代
2010年12月11日にオークランド・アスレチックスとマイナー契約を結んだ。12月17日に2011年のスプリングトレーニングに招待選手として参加することになった。
2011年は傘下AAA級サクラメント・リバーキャッツでプレーした。11月2日にFAとなった。

### ブルワーズ時代
2012年1月27日にミルウォーキー・ブルワーズとマイナー契約を結んだ。4月2日に傘下AAA級ナッシュビル・サウンズへ配属された。4月29日にメジャー契約を結んで、アクティブロースター入りした。3年ぶりのメジャー復帰となった。5月19日にDFAとなった。5月21日に傘下AAA級ナッシュビルへ配属された。8月19日にリハビリのため、傘下ルーキー級アリゾナリーグ・ブルワーズへ配属された。8月26日に傘下A級ブレバード・カウンティ・マナティーズへ配属された。10月5日にFAとなった。10月13日にメキシコのウィンターリーグであるリーガ・メヒカーナ・デル・パシフィコのベナドス・デ・マサトランへ配属された。10月25日にリザーブリストに登録された。

## プレースタイル
若い頃は最速で90mph台後半をマークする速球を武器としていたが、近年は最速でも95mph（約153km/h）の速球（ツーシーム）を武器としている。決め球は投球割合の2割近くを占めるスライダー。他にもカーブ、チェンジアップ、カットボールも投げる。

## 詳細情報

### 年度別投手成績
| 年 度    | 球 団    | 登 板 | 先 発 | 完 投 | 完 封 | 無 四 球 | 勝 利 | 敗 戦 | セ 丨 ブ | ホ 丨 ル ド | 勝 率 | 打 者 | 投 球 回 | 被 安 打 | 被 本 塁 打 | 与 四 球 | 敬 遠 | 与 死 球 | 奪 三 振 | 暴 投 | ボ 丨 ク | 失 点 | 自 責 点 | 防 御 率 | W H I P |
| -------- | -------- | ----- | ----- | ----- | ----- | -------- | ----- | ----- | -------- | ----------- | ----- | ----- | -------- | -------- | ----------- | -------- | ----- | -------- | -------- | ----- | -------- | ----- | -------- | -------- | ------- |
| 2003     | TOR      | 3     | 0     | 0     | 0     | 0        | 0     | 0     | 0        | 0           | ----  | 25    | 5.1      | 6        | 0           | 3        | 0     | 0        | 2        | 0     | 0        | 3     | 3        | 5.06     | 1.69    |
| 2004     | TOR      | 47    | 0     | 0     | 0     | 0        | 1     | 3     | 2        | 13          | .250  | 248   | 56.0     | 59       | 6           | 27       | 1     | 1        | 44       | 2     | 0        | 30    | 29       | 4.66     | 1.54    |
| 2005     | TOR      | 62    | 0     | 0     | 0     | 0        | 0     | 1     | 0        | 13          | .000  | 301   | 72.0     | 68       | 9           | 26       | 3     | 1        | 39       | 5     | 0        | 33    | 31       | 3.88     | 1.31    |
| 2006     | TOR      | 20    | 0     | 0     | 0     | 0        | 1     | 0     | 0        | 1           | 1.000 | 107   | 24.0     | 29       | 4           | 5        | 0     | 2        | 18       | 1     | 0        | 16    | 14       | 5.25     | 1.42    |
| 2006     | SF       | 28    | 0     | 0     | 0     | 0        | 0     | 3     | 0        | 5           | .000  | 98    | 22.1     | 17       | 2           | 15       | 2     | 1        | 25       | 3     | 0        | 13    | 13       | 5.24     | 1.43    |
| '06計    | SF       | 48    | 0     | 0     | 0     | 0        | 1     | 3     | 0        | 6           | .250  | 205   | 46.1     | 46       | 6           | 20       | 2     | 3        | 43       | 4     | 0        | 29    | 27       | 5.24     | 1.42    |
| 2007     | SF       | 57    | 0     | 0     | 0     | 0        | 5     | 4     | 0        | 9           | .556  | 222   | 53.0     | 53       | 3           | 14       | 2     | 2        | 41       | 2     | 0        | 22    | 21       | 3.57     | 1.26    |
| 2008     | SF       | 27    | 0     | 0     | 0     | 0        | 0     | 3     | 0        | 2           | .000  | 139   | 31.2     | 33       | 6           | 8        | 2     | 2        | 16       | 1     | 0        | 18    | 17       | 4.83     | 1.29    |
| 2009     | CLE      | 8     | 0     | 0     | 0     | 0        | 0     | 1     | 0        | 0           | .000  | 55    | 12.0     | 10       | 1           | 10       | 0     | 0        | 4        | 0     | 0        | 6     | 5        | 3.75     | 1.67    |
| 2010     | 広島     | 16    | 0     | 0     | 0     | 0        | 2     | 0     | 1        | 2           | 1.000 | 88    | 18.2     | 24       | 0           | 7        | 0     | 1        | 12       | 0     | 3        | 15    | 12       | 5.79     | 1.66    |
| 2012     | MIL      | 7     | 0     | 0     | 0     | 0        | 1     | 0     | 0        | 0           | 1.000 | 48    | 9.0      | 17       | 0           | 4        | 1     | 0        | 10       | 0     | 0        | 10    | 10       | 10.00    | 2.33    |
| MLB：8年 | MLB：8年 | 259   | 0     | 0     | 0     | 0        | 8     | 15    | 2        | 43          | .348  | 1243  | 285.1    | 292      | 31          | 112      | 11    | 9        | 199      | 14    | 0        | 151   | 143      | 4.51     | 1.42    |
| NPB：1年 | NPB：1年 | 16    | 0     | 0     | 0     | 0        | 2     | 0     | 1        | 2           | 1.000 | 88    | 18.2     | 24       | 0           | 7        | 0     | 1        | 12       | 0     | 3        | 15    | 12       | 5.79     | 1.66    |

### 記録
NPB
- 初登板：2010年8月1日、対読売ジャイアンツ14回戦（MAZDA Zoom-Zoom スタジアム広島）、9回表に5番手で救援登板、2/3回5安打4失点
- 初奪三振：同上、9回表に寺内崇幸から空振り三振
- 初セーブ：2010年8月10日、対阪神タイガース13回戦（MAZDA Zoom-Zoom スタジアム広島）、9回表に4番手で救援登板・完了、1回無失点
- 初勝利：2010年8月24日、対阪神タイガース15回戦（京セラドーム大阪）、8回裏に3番手で救援登板、1回無失点
- 初ホールド：2010年8月28日、対読売ジャイアンツ19回戦（MAZDA Zoom-Zoom スタジアム広島）、7回表に3番手で救援登板、1回無失点

### 背番号
- 50 （2003年 - 2006年途中）
- 31 （2006年途中 - 2007年）
- 39 （2008年 - 2009年）
- 42 （2010年）
- 54 （2012年）